# Chaetocnema midimpunctata
Chaetocnema midimpunctata (лат.) — вид жуков-листоедов рода Chaetocnema трибы земляные блошки из подсемейства козявок (Galerucinae, Chrysomelidae). Южная и Юго-восточная Азия.

## Распространение
Встречаются в Южной и Юго-восточной Азии (Вьетнам, Индия, Китай, Таиланд, Шри-Ланка).

## Описание
Длина 2,00—2,30 мм, ширина 1,10—1,23 мм. От близких видов (Chaetocnema concinnicollis, Chaetocnema modiglianii, Chaetocnema ingenua) отличается комбинацией следующих признаков: укороченным пронотумом (соотношение ширины к длине 1,70—1,75), короткими усиками, формой эдеагуса. Переднеспинка и надкрылья бронзоватые. Голова и дорзум мелко сетчатые. Фронтоклипеальная борозда отсутствует. Антенномеры усиков желтовато-коричневые, ноги желтовато-коричневые. Голова гипогнатная (ротовые органы направлены вниз). Надкрылья покрыты несколькими рядами (6—8) многочисленных мелких точек — пунктур. Бока надкрылий выпуклые. Второй и третий вентриты слиты. Средние и задние голени с выемкой на наружной стороне перед вершиной. Переднеспинка без базальной бороздки. Вид был впервые описан в 2019 году в ходе ревизии ориентальной фауны рода Chaetocnema, которую провели энтомологи Александр Константинов (Systematic Entomology Laboratory, USDA, c/o Smithsonian Institution, National Museum of Natural History, Вашингтон, США) и его коллеги из Китая (Ruan Y., Yang X., Zhang M.) и Индии (Prathapan K. D.).